# Mary Alexandra Earps
Mary Alexandra Earps (Nottingham, 7 de març de 1993) és una futbolista anglesa que juga com a portera. Actualment juga amb el Paris Saint-Germain de la lliga francesa i a la Selecció d'Anglaterra.

## Carrera

### Club
Després d'haver estat en les categories inferiors del Leicester City, Earps va ser promoguda al primer equip en la temporada 2009-10. En la següent, va signar amb el Nottingham Forest.
Als 18 anys, Earps va ser fitxada pel Doncaster Rovers Belles, on va romandre dues temporades, participant en la primera edició de la FA WSL en 2011. Fora de temporada, va ser cedida al Coventry City.
En 2013, es va unir al Birmingham City. Amb l'equip va debutar en la Lliga de Campions.
A causa de la competència amb l'altra portera a Birmingham, va deixar el club i va ser fitxada pel Bristol Academy. Va romandre dues temporades i va jugar tots els partits menys un.
Quan Bristol va descendir, Earps es va unir al Reading. En la seua primera temporada, va guanyar el premi a l'Equip de l'Any de la PFA.
El juny de 2018, Earps va ser fitxada pel campió de la Bundesliga alemanya, el VfL Wolfsburg. Va debutar el 8 de setembre de 2018 en una victòria de 11-0 contra l'Hannover 96. El club va guanyar el campionat de la Bundesliga aquell any.
El 12 de juliol de 2019, Earps va tornar a Anglaterra per a signar amb el nou equip femení del Manchester United per a la temporada 2019-20. Va debutar amb el club el 7 de setembre de 2019 en un partit contra el Manchester City que van perdre 1-0 en el primer derbi. Va mantenir la seua primera porteria a zero per al club el 28 de setembre de 2019 en una victòria per 2-0 contra el Liverpool, la primera victòria del club a la FA WSL. El 26 de febrer de 2021, Earps va signar un nou acord amb el Manchester United fins al 2023 amb l'opció d'un any més. Earps va mantenir la porteria a zero en 14 partits de lliga, un nou rècord de la WSL, durant la temporada 2022-23 de la Super League femenina i, per tant, va guanyar el guant d'or. El Manchester United va acabar en segona posició, rècord del club, classificant-se per a la fase prèvia de la Lliga de Campions Femenina de la UEFA per primera vegada. També va ajudar el club a arribar a una final de Copa per primera vegada, perdent 1-0 davant el Chelsea a la final a l'estadi de Wembley.
L'octubre de 2023, Earps va quedar en cinquè lloc a la votació de la Pilota d'Or 2023. Va ser la posició més alta que havia aconseguit una portera des que es va presentar el premi femení el 2018. La millor posició anterior va ser la 12a assolida tant per Christiane Endler com per Sari van Veenendaal. El novembre de 2023, va ser nomenada Esportista de l'any del Sunday Times i Futbolista de l'any de la BBC.
El 12 de maig de 2024 va formar part de l'equip que va guanyar la primera Copa pel Manchester United, 4-0 davant el Tottenham Hotspur. El 29 de juny de 2024, el Manchester United va confirmar que Earps havia deixat el club en acabar el seu contracte.
L'1 de juliol de 2024, Earps es va unir al club Paris Saint-Germain de la lliga francesa amb un contracte de dos anys fins al juny de 2026.

### Internacional
Després d'haver jugat en diverses de les categories inferiors, Earps va rebre nombrosos elogis per les seues actuacions.
A causa de les lesions de dues de les porteres de la selecció absoluta, va ser convocada al primer equip l'abril de 2014 durant la ronda de classificació per a la Copa Mundial de 2015. Va ser convocada novament durant l'classificació per a l'Eurocopa 2017.
El juny de 2017, va ser la quarta opció de porteres en el període d'entrenament per a l'Eurocopa 2017. L'11 de juny de 2017, va debutar amb la selecció absoluta en un amistós contra Suïssa.
El 8 de maig de 2019, va ser seleccionada per a representar a Anglaterra en la Copa Mundial de 2019.
El 17 de setembre de 2021, Earps va ser nomenada portera titular en el primer partit de Sarina Wiegman com a seleccionadora d'Anglaterra, la seua primera aparició amb la selecció des del novembre de 2019. Anglaterra va vèncer a Macedònia del Nord 8–0 com a part de la classificació per a la Copa del Món de 2023. Després d'haver estat la primera portera de Wiegman com a titular en vuit dels seus primers 11 partits, Earps va ser inclosa en la selecció anglesa per a l'Eurocopa el juny de 2022. Va jugar cada minut dels sis partits en que Anglaterra va guanyar l'Eurocopa per primera vegada. Earps va encaixar dos gols, mantenint quatre porteries a zero, la que més juntament amb la finalista Merle Frohms d'Alemanya i va ser nomenada a l'equip ideal del torneig.
El 6 d'abril de 2023, Earps va aturar un penal en una tanda de penals contra el Brasil per ajudar a guanyar Anglaterra el primer torneig de la Finalíssima Femenina.
El 31 de maig de 2023, Earps va ser nomenada a l'equip per a la Copa del Món el juliol de 2023. L'equip va arribar a la final que va perdre per 1-0 i va aturar un penal a Jennifer Hermoso. Earps va ser escollida millor portera del torneig.

## Palmarès
VfL Wolfsburg
- Bundesliga: 2018–19
- DFB-Pokal: 2018–19

Manchester United
- Women's FA Cup: 2023-24[28]
- Women's FA Cup finalista: 2022–23

England
- Copa del Món Femenina de Futbol finalista: 2023[29]
- Eurocopa Femenina de Futbol: 2022[30]
- Finalíssima Femenina: 2023[31]
- SheBelieves Cup: 2019[32]
- Arnold Clark Cup: 2022,[33] 2023[34]

Individual
- The Best FIFA al millor porter: 2022[35]
- Equip de l'any de la FA WSL: 2016–17[36]
- Equip del torneig de l'Eurocopa Femenina de Futbol: 2022[23]
- Freedom of the City of London (anunciat l'1 d'agost de 2022)[37]
- Premi Golden Glove de la Women's Super League: 2022–23[8]
- Millor portera de la Copa del Món Femenina de Futbol: 2023[38]